# Scopula radiata
Scopula radiata är en fjärilsart som beskrevs av Leo Schwingenschuss 1962. Scopula radiata ingår i släktet Scopula och familjen mätare. Inga underarter finns listade.